# Assur-resh-ishi II
Assur-resh-ishi II («El rey Assur ha levantado mi cabeza») fue un rey asirio del Imperio Medio (972 a. C. - 967 a. C.). Según la Lista asiria de reyes, ocupa el puesto número 96 en la misma. Su corto reinado de cinco años está pobremente documentado, y un tanto eclipsado por los de su predecesor y su sucesor.
Sucedió a su padre, Assur-rabi II, que tuvo un largo reinado de 41 años. Probablemente, era bastante anciano cuando tuvo lugar la sucesión. Según la Lista sincrónica de reyes fue contemporáneo del rey babilonio Mar-biti-apla-usur (983-978 a. C.), el único miembro de la dinastía VII de Babilonia. o dinastía Elamita, aunque la cronología convencional sugiere que el rey posterior, Nabu-mukin-apli (978–943 a. C.), sería mejor candidato.
Aparte de las referencias a su persona en copias posteriores, de la Lista asiria de reyes y en la filiación de su nieto, Ashurdan II, las únicas inscripciones contemporáneas referentes a él están en su estela de la fila de estelas de Stelenreihe, en Assur, y en el cilindro de Bēl-ereš. Su estela es la número 12, y simplemente dice: "ṣalam de Aššur-reš-iši, rey de Asiria (MAN.KUR aš-šur), hijo de [A]ššur-[r]abi, rey de Asiria," donde el término ṣalam se considera que quiere decir "estatua."
Le sucedió en el trono su hijo, Tiglatpileser II.